# Gabriel Schachinger
Gabriel Schachinger, né le 31 mars 1850 à Munich et décédé à Eglfing le 9 mai 1912, est un peintre bavarois du XIXe siècle. 

## Biographie
Fils d'un doreur il étudie à l'Académie des beaux-arts de Munich et reçoit sa formation artistique d'Hermann Anschütz, Alexander von Wagner et Karl von Piloty. De 1876 à 1878, il reçoit une bourse de l’État de Bavière pour étudier en Italie.
Ensuite, Schachinger s'installe à Munich. Ses œuvres majeures comprennent une fresque pour le Kurhaus de Wiesbaden et un rideau pour le théâtre de cour de Munich. Il produit essentiellement des portraits, des natures mortes florales et des peintures de genre. Pour la salle des séances du Reichsrat de Bavière, il peint les rois de Bavière Louis II et Maximilien II. Son plus célèbre tableau, en 1887, est le portrait posthume du roi Louis, d'après Hyacinthe Rigaud, dans le costume de Grand Maître de l'Ordre de Saint-Georges qu'on peut voir dans le Musée du château de Herrenchiemsee.

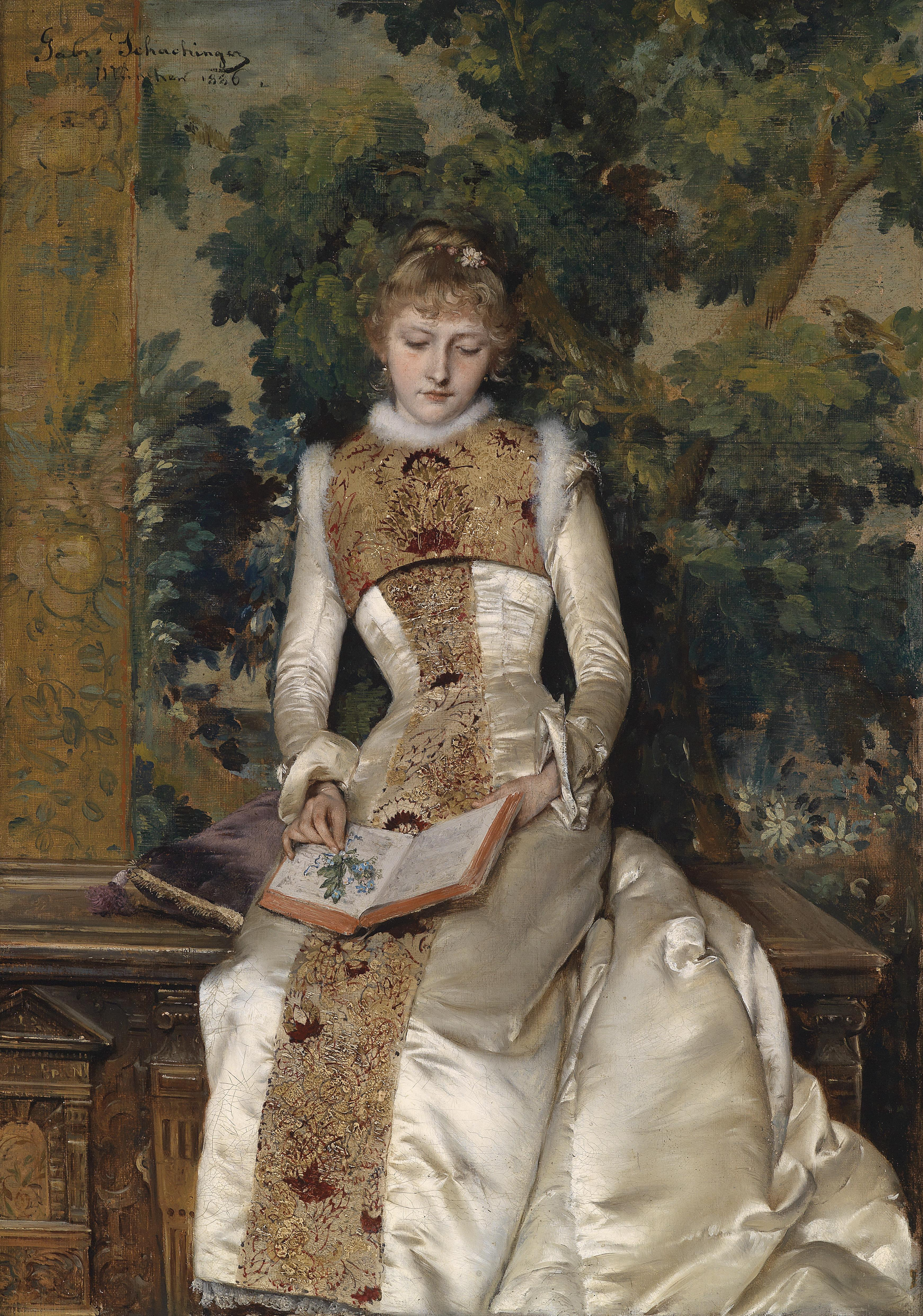
Gabriel Schachinger Das Vergissmeinnicht
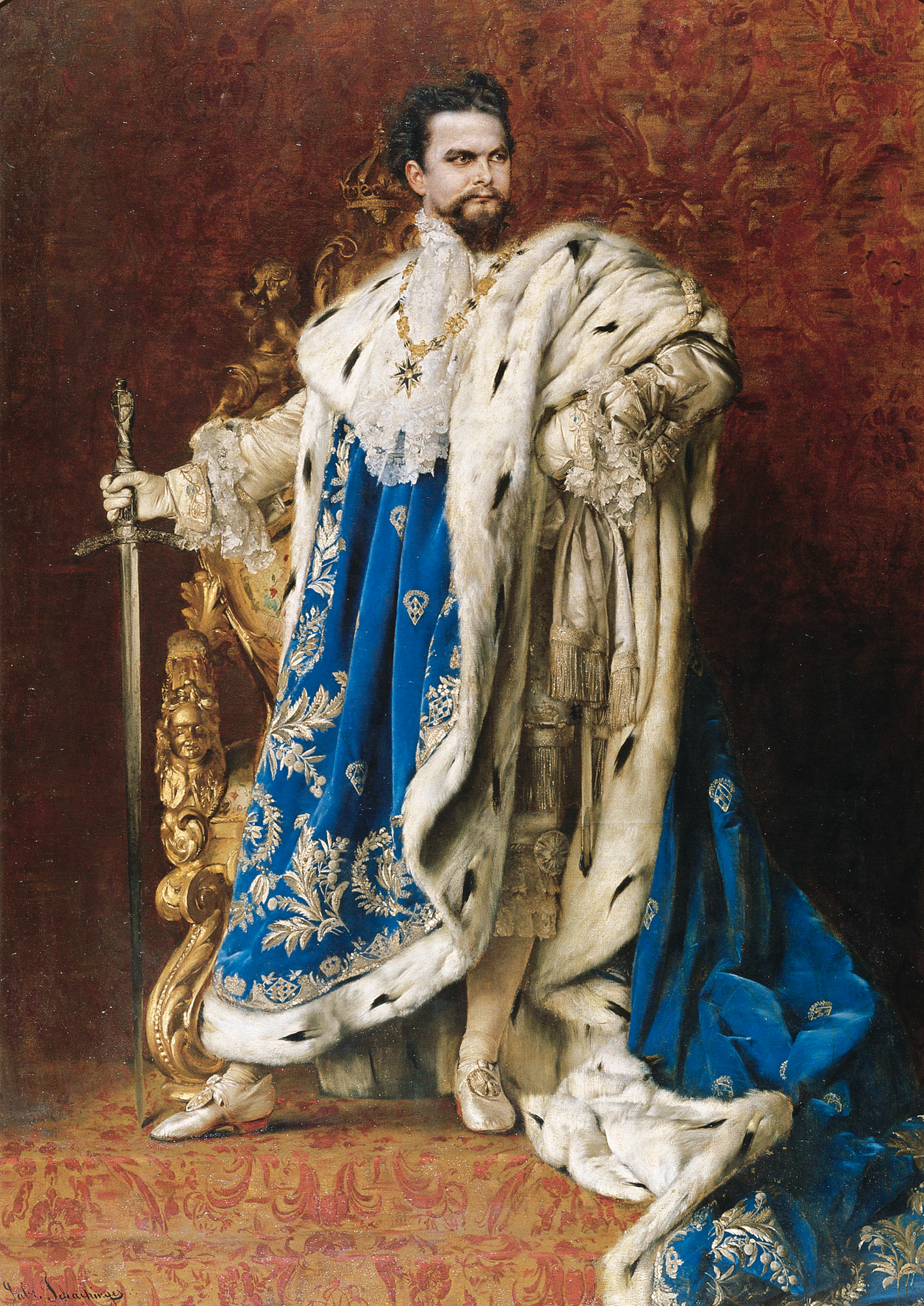
Louis II, Gabriel Schachinger
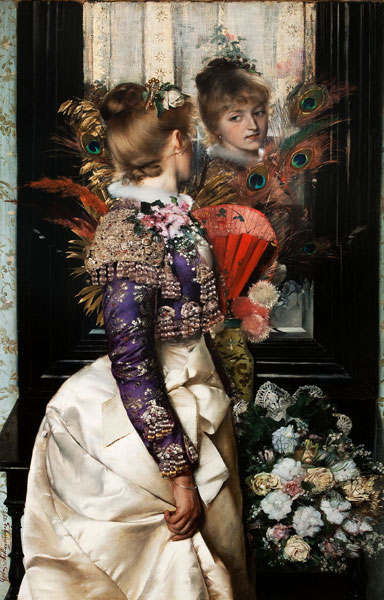
Gabriel Schachinger Sweet Reflections